# Elektroda srebrowa
Elektroda srebrowa – elektroda zbudowana z metalicznego srebra (Ag); jest elektrodą pierwszego rodzaju stosowaną w potencjometrii jako elektroda wskaźnikowa czuła na jony srebrowe, np. w czasie oznaczania stężenia jonów Ag+ lub potencjometrycznego miareczkowania roztworów halogenków (chlorków, bromków, jodków) mianowanymi roztworami azotanu srebra.

## Potencjał elektrody
Na granicy między badanym roztworem i powierzchnią elektrody ustala się równowaga:
{\displaystyle Ag\rightleftarrows Ag^{+}+e^{-}}
Klasyczne równanie Nernsta w postaci:
{\displaystyle E=E^{0}+{\frac {RT}{zF}}\cdot \ln {\frac {\Pi a_{\mbox{prod}}}{\Pi a_{\mbox{sub}}}}}
gdzie:
R – stała gazowa,
F – stała Faradaya,
T – temperatura, K
a – aktywności produktów i substratów w roztworze
upraszcza się w tym przypadku do postaci:
{\displaystyle E=E^{0}+0{,}0591\cdot \log[{Ag^{+}}]}
Możliwość uproszczenia wynika z założeń:
- aktywność reagentów stałych (Ag) jest równa jedności,
- temperatura T = 298 K,
- stężenie jonów srebrowych jest na tyle małe, że aktywność (a) można zastąpić wartością stężenia [Ag+].

Potencjał standardowy {\displaystyle E^{0}} elektrody srebrowej wynosi 0,8 V.

## Przygotowanie elektrody
Elektrodę przygotowuje się umieszczając drucik srebrny o średnicy ok. 1 mm w rurce szklanej w taki sposób, aby na zewnątrz pozostał odcinek o długości ok. 2–3 cm. Drucik bywa zatapiany w szkle lub wklejany odpowiednim kitem. Przed użyciem elektrody jej powierzchnia jest dokładnie oczyszczana; stosuje się np. gorący stężony kwas azotowy, a następnie przemywanie wodą destylowaną.

## Zastosowania

Miareczkowanie halogenków roztworem AgNO_{3} przebiega analogicznie do miareczkowania kwasu zasadą; w tym przypadku zamiast wartości pH rejestrowane są wartości różnicy między potencjałami elektrody wskaźnikowej i porównawczej

Poglądowym przykładem możliwości stosowania elektrody srebrowej jest użycie jej w prostym laboratoryjnym zestawie z elektrodą szklaną jako elektrodą porównawczą. W zlewce z zakwaszonym roztworem zawierającym bromki (analit) umieszczane są obie elektrody i pręcik mieszadła magnetycznego, po czym elektrody łączy się z pH-metrem (opcja – pomiar potencjału) i włącza mieszadło. W czasie stopniowego wkraplania do zlewki roztworu azotanu srebra obserwuje się zmiany SEM, związane ze zmianami potencjału elektrody srebrowej wskutek zrostu stężenia Ag+. Początkowo są to zmiany niewielkie, ponieważ jony srebra wchodzą w reakcję z analitem (powstawanie osadu AgBr↓; zob. argentometria). Potencjał zmienia się bardzo szybko po dodaniu ilości AgNO3 równoważnej ilości bromków w analizowanej próbce.
W analogiczny sposób można wykonywać oznaczenia stężenia różnych jonów halogenowych, równocześnie występujących w roztworze, co ilustruje np. przykład oznaczania jodków i chlorków w roztworze badanym z użyciem elektrody srebrowej (wskaźnikowa) i elektrody chlorosrebrowej (porównawcza). W czasie stopniowego dodawania roztworu AgNO3 obserwuje się dwa skoki napięcia, ponieważ obie sole mają różne wartości iloczynu rozpuszczalności (Ir) – pierwszy ze skoków wskazuje moment zakończenia wytrącania się osadu AgI (Ir = 8,5 × 10-17), a drugi – osadu AgCl (Ir = 1,7 × 10-10).